# یواس‌اس سباستین (ای‌کی-۲۱۱)
یواس‌اس سباستین (ای‌کی-۲۱۱) (به انگلیسی: USS Sebastian (AK-211)) یک کشتی بود که طول آن 388' 8" بود. این کشتی در سال ۱۹۴۴ ساخته شد.